# Rudolf Gramlich
Rudolf Gramlich (6 de junho de 1908 - 14 de março de 1988) foi um futebolista alemão que competiu na Copa do Mundo FIFA de 1934.